# المستشفى الفرنسي سانت لويس (القدس)
المستشفى الفرنسي سانت لويس (بالإنجليزية: "Sant Louis French Hospital") يقع في مركز مدينة القدس في شارع شفتي إسرائيل 2 (بالعبريّة: שבטי ישראל 2). سمّي المستشفى الفرنسي سانت لويس على اسم الملك الفرنسي لويس التاسع (المعروف أيضًا بـ "سانت لويس"). يستقبل المستشفى متطوعين من كل أنحاء العالم، ويتخصّص بالمرضى الذين يعانون من أمراض حرجة غير معدية والّتي تتطلب رعاية واعتناء دائم.

## تاريخ المستشفى
تعتبر مؤسّسة راهبات مار- يوسف من أوائل المؤسسات المسيحية التّبشيريّة الّتي تعمل في القدس منذ عام 1848. قامت الراهبات بترتيب مستشفى المكون من ثلاثة غرفٍ في داخل البطريركية اللاتينية، ولكن كونه غير واسع بما يكفي وقلة الراحة في المكان يجعل هذا الموقع غير لائق.
مع مساعدة السيد الفرنسي بيلات (بالفرنسية: Comte Marie Paul Amédée de Piellat) تم بناء مستشفى أكبر عام 1851 خارج أسوار البلدة القديمة بمقابل من الباب الجديد، التي تم افتتاحها عام 1889 لكي تمكن وصولٍ مباشر إلى المؤسسات المسيحية التي أنشأه حديثًا. بدأ المستشفى العمل عام 1880، ولكن اكتمل بنائه في عام 1896، وبعد ذلك أصبح من الممكن استقبال مائة مريض. وكمستشفى عام، تم تجهيزه بمستوصف وغرفة عمليات وخدمة الإستشفاء.
في عام 1948، قسمت القدس إلى قسمين. تواجد المستشفى سانت لويس في الجانب الإسرائيلي من جهة الغرب. بعد تقسيم المدينة؛ لم يستطع المرضى الذين يعيشون في الجانب الشرقي من المدينة الذهاب إلى مستشفى سانت لويس، فقد قامت الراهبات في بناء مستشفى جديد عام 1956، حيث تمّ تأسيس مستشفى القديس يوسف في شرقيّ القدس، وموقعه مكّنه من تلبية احتياجات السكان المحليين، وخاصة العرب. في عام 1951، تخصص المستشفى سانت لويس في رعاية مرضى السرطان بدعم من الخدمات الصحية الإسرائيلية. يحتوي المستشفى 40 سريرًا، ويهتم بالمرضى الذين يعانون من مرض السرطان أو غيره من الأمراض ذوي الحالات المستعصية.
منذ ظهور مرض الإيدز؛ يستقبل المستشفى أيضا المصابين الذين يعانون منه. حتى عام 1990 كان مستشفى سانت لويس الوحيد من هذه الفئة في القدس. منذ ذلك الحين، ولدت مؤسسات أخرى.

### وضع المستشفى الحالي
اليوم، يعتني المستشفى الفرنسي سانت لويس بالمرضى الذين يعانون من أمراض مزمنة، وكبار السن بعد إصابة الأوعية الدموية الدماغية، والمرضى في غيبوبة أو الذين يعانون من قرح الفراش. يقدّم المشفى خدماته لأبناء كافة الطّوائف مع مراعاة ظروفهم الدينيّة والاتزاماتهم.